# Єнтіс Любов Степанівна
Любо́в Степа́нівна Є́нтіс (нар. 11 січня 1956, Миколаїв) — українська педагог і діячка культури, кандидат педагогічних наук (1997), професор (2003).

## Життєпис
Випускниця Миколаївського педагогічного інституту (1994).
Від 1989 року працює у Миколаївській філії Київського національного університету культури і мистецтв. У 1997 році в Київському державному інституті культури захистила дисертацію на тему «Формування у підлітків художньо-творчих інтересів засобами декоративно-прикладного мистецтва». Того ж року обійняла посаду завідувачки кафедри декоративно-прикладного мистецтва.
Куратор напрямків «Дизайн одягу» та «Дизайн зачіски». Засновник театру мод «Інтер-стиль», художньої галереї «ІМЕНА», кафедри реставрації та дизайну.

## Наукова і педагогічна діяльність
Галузі наукових інтересів: українські національні традиції, звичаї та обряди, промисли, особливості українського національного орнаменту. Є розробником методики вивчання декоративно-ужиткового мистецтва. За її ініціативою протягом 1996—2001 років були проведені виставки колекцій національних костюмів, зокрема кримських татар, караїмів, часів Київської Русі.
Автор багатьох наукових та навчально-методичних робіт.
Серед учнів — О. Дудник, В. Туровський.

## Праці
- Сучасний погляд на історію розвитку декоративно-прикладного мистецтва в Україні // Пит. культури Пд. України в світ. аспекті сьогодення: Зб. наук. пр. М., 1998;
- Формування інтересу підлітків до декоративно-прикладного мистецтва: Навч. посіб. М., 2000;
- Мистецтвознавчі терміни: [Словник] / Л. С. Єнтіс ; Київський національний ун-т культури і мистецтв. Миколаївський філіал. — Миколаїв: Атол, 2001. — 51 с.;
- Мистецтво від А до Я. М., 2002;
- Формування професійної свідомості фахівця дизайну // Дизайн-освіта 2008: Мат. Всеукр. наук.-метод. конф. Х., 2008.

## Нагороди
- Заслужений діяч мистецтв України (2001).

## Родина
Чоловік — Сергій Єнтіс, тренер з академічного веслування, Заслужений тренер України.